# Michael Smidt
Michael Smidt (født d. 4. juli 1979) er en dansk ishockeyspiller der spiller for Rødovre Mighty Bulls i Superisligaen. Hans foretrukne position på isen er forward. Han var tidligere kendt under navnet Michael Eller. Michael Smidt er kendt som en hårdtarbejdende forward og har været et fast indslag i tredje- eller fjerde-kæden på det danske landshold gennem flere sæsoner.
Han har spillet for Rødovre i hovedparten af sin karriere med afstikkere til Hvidovre (1997-98) og AaB Ishockey (2004-05).
Michael Smidt har deltaget ved VM i ishockey for Danmark 4 gange i 2004, 2005, 2006 og 2007.

## Eksterne links
- Statistik fra www.eurohockey.net
- Statistik Eliteprospects.com